# Lukov, Znojmo
Lukov là một chợ huyện thuộc huyện Znojmo, vùng Jihomoravský, Cộng hòa Séc.